# Mesochorus moskwanus
Mesochorus moskwanus är en stekelart som beskrevs av Schwenke 1999. Mesochorus moskwanus ingår i släktet Mesochorus och familjen brokparasitsteklar. Inga underarter finns listade i Catalogue of Life.